# Lee Joon-hwan

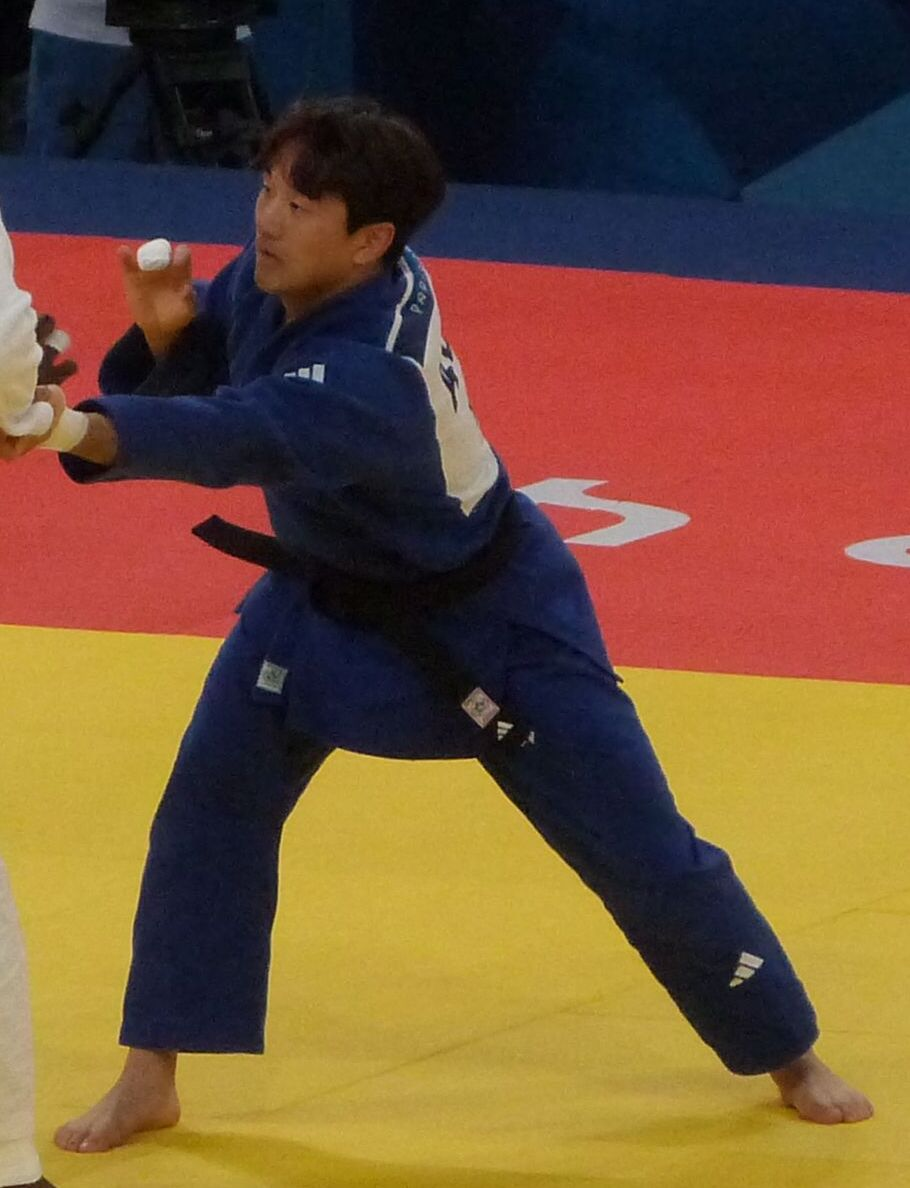
Lee Joon-hwan (2024)

Lee Joon-hwan (* 19. Juni 2002 in Gumi) ist ein südkoreanischer Judoka. Er war 2023 und 2024 Weltmeisterschaftsdritter und 2024 Dritter bei den Olympischen Spielen. Bei Asienspielen gewann er einmal Silber.

## Sportliche Karriere
Lee wurde bei den U18-Asienmeisterschaften 2018 Dritter in der Gewichtsklasse bis 73 Kilogramm. Seit 2019 kämpft er in der Gewichtsklasse bis 81 Kilogramm.
Im Juni 2022 siegte Lee zunächst beim Grand-Slam-Turnier in Tiflis und drei Wochen später auch beim Grand Slam in Ulaanbaatar. Bei den Weltmeisterschaften in Taschkent erreichte er den siebten Platz, nachdem er im Viertelfinale gegen den für Aserbaidschan startenden Saeid Mollaei verloren hatte. Im Viertelfinale der im Mai 2023 ausgetragenen Weltmeisterschaften in Doha bezwang Lee den Japaner Takanori Nagase. Nach seiner Halbfinalniederlage gegen den Georgier Tato Grigalaschwili gewann Lee den Kampf um eine Bronzemedaille gegen den Kanadier François Gauthier-Drapeau. Einen Monat später verlor Lee im Finale des Grand-Slam-Turniers in Ulaanbaatar gegen den Japaner Kenya Kohara. Im Juli 2023 nahm Lee an den World University Games in Chengdu teil und belegte den siebten Platz. Im September 2023 wurden die Asienspiele in Hangzhou nachgeholt. Lee wurde Zweiter hinter dem Tadschiken Somon Machmadbekow. Im Dezember 2023 gewann Lee das Finale beim Grand-Slam-Turnier in Tokio. Im April 2024 gewann Lee bei den Asienmeisterschaften mit einem Finalsieg über Nugzar Tatalashvili aus den Vereinigten Arabischen Emiraten. Einen Monat später bei den Weltmeisterschaften in Abu Dhabi verlor Lee im Halbfinale gegen Tato Grigalaschwili. Den Kampf um Bronze gewann Lee gegen den Usbeken Sharofiddin Boltaboyev. Bei den Olympischen Spielen 2024 in Paris gewann er die Bronzemedaille im Halbmittelgewicht und mit der Mannschaft.